# Luís Vinício
Luís Vinícius de Menezes, detto Luís Vinício (Belo Horizonte, 28 febbraio 1932), è un allenatore di calcio ed ex calciatore brasiliano.

## Carriera

### Giocatore

#### Gli esordi in Brasile
Di famiglia borghese, Luís Vinícius de Menezes, dopo gli esordi in alcune squadre giovanili della sua città natale, iniziò la carriera professionistica nella squadra brasiliana del Botafogo con il nome d'arte Vinícius.
Esordì ufficialmente nel Campionato Carioca l'11 novembre 1951, in Botafogo-Olaria 4-1, siglando una rete. Costituì, con il fuoriclasse Garrincha e l'italo-brasiliano Dino Da Costa ("Dino"), un formidabile trio d'attacco per la squadra carioca. La sua stagione migliore fu il 1953, con 13 gol in 22 partite, ma il 7 settembre, in Botafogo-Flamengo 3-0, dopo aver segnato ed essersi procurato un calcio di rigore, fu costretto a uscire dal campo per sospetta frattura. L'anno successivo giocò soltanto 17 partite, ma siglando ancora 7 gol.
Nell'estate del 1955, durante una tournée in Europa del Botafogo, fu visionato dai dirigenti del Napoli che lo acquistarono, per affiancarlo ai più anziani Amadei, Jeppson e Pesaola.

#### In Italia

Vinício in azione con la maglia del Napoli

Giunto in Italia a 23 anni, fu subito adottato dalla tifoseria napoletana e ribattezzato 'O lione. Si mise infatti in luce come grande realizzatore: al suo esordio, il 18 settembre 1955 (Napoli-Torino 2-2), andò in gol dopo appena quaranta secondi di gioco. Arrivò secondo nella classifica cannonieri del 1956-1957, con 18 reti (realizzando anche un poker in un Palermo-Napoli terminato 1-4) e quarto in quella del 1957-1958, con 21. Il 6 dicembre 1959 inaugurò lo Stadio San Paolo con un gol in semi-sforbiciata, che permise al Napoli di battere la Juventus 2-1.
Nel 1960, dopo cinque stagioni a Napoli e 69 reti, passò al Bologna. Dopo una prima stagione fra i felsinei, l'anno successivo giocò poche gare, venendogli preferito il giovane Harald Nielsen (che sarà poi per due volte consecutive capocannoniere della Serie A).
Nell'estate del 1962 tornò in Brasile, presto richiamato dai dirigenti del L.R. Vicenza. Dopo un discreto primo anno, tornò a segnare con regolarità e realizzò 17 reti nel 1963-1964, regalando ai veneti il sesto posto e arrivando terzo fra i marcatori. Nel 1964-1965 fu decimo in campionato e nel 1965-1966 segnò 25 gol (il primo a raggiungere questa quota dopo di lui sarà Marco van Basten nel 1991-1992) che gli valsero il titolo di capocannoniere; il Lanerossi fu quinto davanti al Milan.
Nell'estate del 1966 lasciò Vicenza perché chiamato da Helenio Herrera all'Inter. Il "Mago" lo volle semplicemente togliere dal mercato, affinché qualche squadrone non lo acquistasse. Infatti, Vinicio non solo era chiuso dai due stranieri Jair e Suárez, ma il suo modo di interpretare il ruolo del centravanti non aveva nulla a che fare con il gioco dell'Inter. Talché in nerazzurro giocò solo 8 partite, segnando un unico gol. Dopo quella stagione, in pratica un anno buttato via, già trentacinquenne tornò a Vicenza, dove concluse la propria carriera (con oltre 150 reti in Serie A), contribuendo con le sue marcature all'ennesima salvezza consecutiva dalla B. Con 68 reti in 141 gare, Luis Vinicio è miglior il bomber biancorosso di tutti i tempi in Serie A.

### Allenatore

#### Internapoli
Iniziò la carriera da allenatore nel 1968-69 all'Internapoli, in Serie C.

#### Brindisi
(Brindisi Magazine)
Si mise quindi in mostra con il Brindisi, che portò alla la promozione in Serie B, dove al momento del congedo per passare al Napoli ottenne riconoscimenti per gli anni positivi alla guida della squadra; a distanza di anni viene ricordato come uno degli "eroi" delle stagioni della squadra pugliese in Serie B, venendo invitato alle presentazioni della squadra.

#### Napoli
Nella metà degli anni 1970, dopo la carriera da calciatore tornò a Napoli in veste di allenatore, applicando per primo in Italia il gioco del calcio totale all'olandese. Con la squadra partenopea arrivò terzo nel 1973-1974 e sfiorò la vittoria del campionato nella stagione 1974-1975.

#### Lazio
Nella stagione 1976-1977 venne chiamato dal presidente Umberto Lenzini a guidare la Lazio, raccogliendo la pesante eredità di un allenatore come Tommaso Maestrelli, passato a ricoprire il ruolo di direttore sportivo, che suggerì a Lenzini proprio l'ingaggio di Vinício. Il tecnico brasiliano ritrovò nella sua esperienza romana una vecchia conoscenza, Pino Wilson, già capitano dell'Internapoli quando Vinício ne era l'allenatore. Il primo anno concluse il campionato al quinto posto, piazzamento che gli valse la conferma per la stagione successiva, che si rivelò più complicata del previsto, con la squadra invischiata nella lotta salvezza; il 28 marzo 1978, dopo la sconfitta a Foggia per 3-1, Vinício venne esonerato e sostituito da Bob Lovati.

#### Ultimi anni
Nelle stagioni successive allenò squadre come l'Avellino (da cui si dimise facendosi sostituire da Claudio Tobia), il Pisa e l'Udinese.
Chiuse la sua carriera di allenatore nel 1991-1992 in C2 alla guida della Juve Stabia insieme al suo ex compagno Giovanni Improta, che si salvò dopo un campionato particolarmente tribolato.
Il 21 aprile 2012 allo stadio Romeo Menti di Vicenza, nell'intervallo dell'incontro di campionato con la Sampdoria, è stata consegnata a Vinício una targa commemorativa per la sua carriera.
Nel 2021 ha raccontato la propria carriera nell'autobiografia, curata da Paquito Catanzaro, Il Leone di Belo Horizonte (Homo Scrivens).

## Statistiche

### Presenze e reti nei club
| Stagione            | Squadra             | Campionato          | Campionato | Campionato |
| Stagione            | Squadra             | Comp                | Pres       | Reti       |
| ------------------- | ------------------- | ------------------- | ---------- | ---------- |
| 1951                | Botafogo            | CC                  | 1+         | 1+         |
| 1952                | Botafogo            | CC                  | 2+         | 3          |
| 1953                | Botafogo            | CC                  | 22         | 13         |
| 1954                | Botafogo            | CC                  | 17         | 7          |
| 1955                | Botafogo            | CC                  | ?          | ?          |
| Totale Botafogo     | Totale Botafogo     | Totale Botafogo     | 42+        | 24+        |
| 1955-1956           | Napoli              | A                   | 26         | 16         |
| 1956-1957           | Napoli              | A                   | 34         | 18         |
| 1957-1958           | Napoli              | A                   | 34         | 21         |
| 1958-1959           | Napoli              | A                   | 28         | 7          |
| 1959-1960           | Napoli              | A                   | 30         | 7          |
| Totale Napoli       | Totale Napoli       | Totale Napoli       | 152        | 69         |
| 1960-1961           | Bologna             | A                   | 30         | 11         |
| 1961-1962           | Bologna             | A                   | 17         | 6          |
| Totale Bologna      | Totale Bologna      | Totale Bologna      | 47         | 17         |
| 1962-1963           | Vicenza             | A                   | 26         | 7          |
| 1963-1964           | Vicenza             | A                   | 29         | 17         |
| 1964-1965           | Vicenza             | A                   | 27         | 12         |
| 1965-1966           | Vicenza             | A                   | 34         | 25         |
| 1966-1967           | Inter               | A                   | 8          | 1          |
| 1967-1968           | Vicenza             | A                   | 25         | 7          |
| Totale L.R. Vicenza | Totale L.R. Vicenza | Totale L.R. Vicenza | 141        | 68         |
| Totale carriera     | Totale carriera     | Totale carriera     | 390+       | 179+       |

### Statistiche da allenatore
In grassetto le competizioni vinte.
| Stagione            | Squadra         | Campionato      | Campionato | Campionato | Campionato | Campionato | Coppe nazionali | Coppe nazionali | Coppe nazionali | Coppe nazionali | Coppe nazionali | Coppe continentali | Coppe continentali | Coppe continentali | Coppe continentali | Coppe continentali | Altre coppe | Altre coppe | Altre coppe | Altre coppe | Altre coppe | Totale | Totale | Totale | Totale | % Vittorie | Piazzamento |
| Stagione            | Squadra         | Comp            | G          | V          | N          | P          | Comp            | G               | V               | N               | P               | Comp               | G                  | V                  | N                  | P                  | Comp        | G           | V           | N           | P           | G      | V      | N      | P      | %          | Piazzamento |
| ------------------- | --------------- | --------------- | ---------- | ---------- | ---------- | ---------- | --------------- | --------------- | --------------- | --------------- | --------------- | ------------------ | ------------------ | ------------------ | ------------------ | ------------------ | ----------- | ----------- | ----------- | ----------- | ----------- | ------ | ------ | ------ | ------ | ---------- | ----------- |
| 1968-1969           | Internapoli     | C               | 38         | 16         | 15         | 7          | -               | -               | -               | -               | -               | -                  | -                  | -                  | -                  | -                  | -           | -           | -           | -           | -           | 38     | 16     | 15     | 7      | 42,11      | 3º          |
| 1969-1970           | Brindisi        | C               | 30         | 18         | 8          | 4          | -               | -               | -               | -               | -               | -                  | -                  | -                  | -                  | -                  | -           | -           | -           | -           | -           | 30     | 18     | 8      | 4      | 60,00      | 2º          |
| 1970-1971           | Ternana         | B               | 38         | 11         | 15         | 12         | CI              | 3               | 1               | 1               | 1               | -                  | -                  | -                  | -                  | -                  | -           | -           | -           | -           | -           | 41     | 12     | 16     | 13     | 29,27      | 12º         |
| 1971-1972           | Brindisi        | C               | 38         | 21         | 13         | 4          | -               | -               | -               | -               | -               | -                  | -                  | -                  | -                  | -                  | -           | -           | -           | -           | -           | 38     | 21     | 13     | 4      | 55,26      | 1º (prom.)  |
| 1972-1973           | Brindisi        | B               | 38         | 12         | 17         | 9          | CI              | 4               | 1               | 2               | 1               | -                  | -                  | -                  | -                  | -                  | -           | -           | -           | -           | -           | 42     | 13     | 19     | 10     | 30,95      | 7º          |
| Totale Brindisi     | Totale Brindisi | Totale Brindisi | 106        | 51         | 38         | 17         |                 | 4               | 1               | 2               | 1               |                    | -                  | -                  | -                  | -                  |             | -           | -           | -           | -           | 110    | 52     | 40     | 18     | 47,27      |             |
| 1973-1974           | Napoli          | A               | 30         | 12         | 12         | 6          | CI              | 4               | 2               | 1               | 1               | -                  | -                  | -                  | -                  | -                  | -           | -           | -           | -           | -           | 34     | 14     | 13     | 7      | 41,18      | 3º          |
| 1974-1975           | Napoli          | A               | 30         | 14         | 13         | 3          | CI              | 10              | 6               | 1               | 3               | CU                 | 6                  | 3                  | 2                  | 1                  | -           | -           | -           | -           | -           | 46     | 23     | 16     | 7      | 50,00      | 2º          |
| 1975-giu. 1976      | Napoli          | A               | 30         | 13         | 10         | 7          | CI              | 6               | 4               | 2               | 0               | CU                 | 2                  | 0                  | 1                  | 1                  | -           | -           | -           | -           | -           | 38     | 17     | 13     | 8      | 44,74      | Eson.       |
| 1976-1977           | Lazio           | A               | 30         | 10         | 11         | 9          | CI              | 4               | 2               | 0               | 2               | -                  | -                  | -                  | -                  | -                  | -           | -           | -           | -           | -           | 34     | 12     | 11     | 11     | 35,29      | 5º          |
| 1977-mar. 1978      | Lazio           | A               | 24         | 5          | 10         | 9          | CI              | 4               | 2               | 0               | 2               | CU                 | 4                  | 2                  | 0                  | 2                  | -           | -           | -           | -           | -           | 32     | 9      | 10     | 13     | 28,13      | Eson.       |
| Totale Lazio        | Totale Lazio    | Totale Lazio    | 54         | 15         | 21         | 18         |                 | 8               | 4               | 0               | 4               |                    | 4                  | 2                  | 0                  | 2                  |             | -           | -           | -           | -           | 66     | 21     | 21     | 24     | 31,82      |             |
| ott. 1978-1979      | Napoli          | A               | 28         | 8          | 14         | 6          | CI              | 4               | 1               | 2               | 1               | -                  | -                  | -                  | -                  | -                  | -           | -           | -           | -           | -           | 32     | 9      | 16     | 7      | 28,13      | Sub. 6º     |
| 1979-apr. 1980      | Napoli          | A               | 26         | 7          | 11         | 8          | CI              | 6               | 3               | 2               | 1               | CU                 | 4                  | 1                  | 1                  | 2                  | -           | -           | -           | -           | -           | 36     | 11     | 14     | 11     | 30,56      | Dimis.      |
| Totale Napoli       | Totale Napoli   | Totale Napoli   | 144        | 54         | 60         | 30         |                 | 30              | 16              | 8               | 6               |                    | 12                 | 4                  | 4                  | 4                  |             | -           | -           | -           | -           | 186    | 74     | 72     | 40     | 39,78      |             |
| 1980-1981           | Avellino        | A               | 30         | 10         | 10         | 10         | CI              | 6               | 2               | 2               | 2               | -                  | -                  | -                  | -                  | -                  | TC          | 2           | 1           | 0           | 1           | 38     | 13     | 12     | 13     | 34,21      | 10º         |
| 1981-mar. 1982      | Avellino        | A               | 21         | 7          | 6          | 8          | CI              | 4               | 0               | 4               | 0               | -                  | -                  | -                  | -                  | -                  | -           | -           | -           | -           | -           | 25     | 7      | 10     | 8      | 28,00      | Dimis.      |
| 1982-1983           | Pisa            | A               | 30         | 8          | 11         | 11         | CI              | 9               | 3               | 4               | 2               | -                  | -                  | -                  | -                  | -                  | -           | -           | -           | -           | -           | 39     | 11     | 15     | 13     | 28,21      | 11º         |
| ott. 1983-feb. 1984 | Pisa            | A               | 15         | 2          | 10         | 3          | CI              | 0               | 0               | 0               | 0               | -                  | -                  | -                  | -                  | -                  | -           | -           | -           | -           | -           | 15     | 2      | 10     | 3      | 13,33      | Sub., Eson. |
| Totale Pisa         | Totale Pisa     | Totale Pisa     | 45         | 10         | 21         | 14         |                 | 9               | 3               | 4               | 2               |                    | -                  | -                  | -                  | -                  |             | -           | -           | -           | -           | 54     | 13     | 25     | 16     | 24,07      |             |
| 1984-1985           | Udinese         | A               | 30         | 10         | 5          | 15         | CI              | 5               | 2               | 1               | 2               | -                  | -                  | -                  | -                  | -                  | -           | -           | -           | -           | -           | 35     | 12     | 6      | 17     | 34,29      | 12º         |
| 1985-gen. 1986      | Udinese         | A               | 18         | 2          | 9          | 7          | CI              | 5               | 5               | 0               | 0               | -                  | -                  | -                  | -                  | -                  | -           | -           | -           | -           | -           | 23     | 7      | 9      | 7      | 30,43      | Eson.       |
| Totale Udinese      | Totale Udinese  | Totale Udinese  | 48         | 12         | 14         | 22         |                 | 10              | 7               | 1               | 2               |                    | -                  | -                  | -                  | -                  |             | -           | -           | -           | -           | 58     | 19     | 15     | 24     | 32,76      |             |
| 1986-1987           | Avellino        | A               | 30         | 9          | 12         | 9          | CI              | 5               | 2               | 2               | 1               | -                  | -                  | -                  | -                  | -                  | -           | -           | -           | -           | -           | 35     | 11     | 14     | 10     | 31,43      | 8º          |
| lug.-ott. 1987      | Avellino        | A               | 5          | 1          | 0          | 4          | CI              | 0               | 0               | 0               | 0               | -                  | -                  | -                  | -                  | -                  | -           | -           | -           | -           | -           | 5      | 1      | 0      | 4      | 20,00      | Eson.       |
| Totale Avellino     | Totale Avellino | Totale Avellino | 86         | 27         | 28         | 31         |                 | 15              | 4               | 8               | 3               |                    | -                  | -                  | -                  | -                  |             | -           | -           | -           | -           | 101    | 31     | 36     | 34     | 30,69      |             |
| 1991-1992           | Juve Stabia     | C2              | 38+1       | 11         | 13+1       | 14         | CI              | 4               | 0               | 0               | 4               | -                  | -                  | -                  | -                  | -                  | -           | -           | -           | -           | -           | 43     | 11     | 14     | 18     | 25,58      | 16º         |
| Totale carriera     | Totale carriera | Totale carriera | 597+1      | 207        | 225+1      | 165        |                 | 83              | 36              | 24              | 23              |                    | 16                 | 6                  | 4                  | 6                  |             | 2           | 1           | 0           | 1           | 699    | 250    | 254    | 195    | 35,77      |             |

## Palmarès

### Giocatore

#### Club
- Coppa Mitropa: 1

Bologna: 1961

#### Individuale
- Capocannoniere della Serie A: 1

1965-1966 (25 gol)

### Allenatore

#### Club
- Campionato italiano Serie C: 1

Brindisi: 1971-1972 (girone C)

#### Individuale
- Panchina d'oro alla carriera: 1

2016